# Melaeninae
Melaeninae  (лат.) — подсемейство жуков-жужелиц (Carabidae). Небольшие жуки длиной 4—10 мм, окрашенные в чёрные и коричневые тона. Насчитывают 23 вида, распространённые преимущественно в Африке и Азии; два вида известны из Южной Америки.

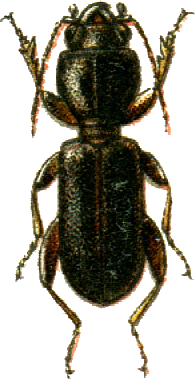
Cymbionotum semelederi